# Palacio Eguiguren
El Palacio Eguiguren es un inmueble ubicado en Santiago de Chile, que actualmente se utiliza como sede Duoc Padre Alonso de Ovalle, siendo una de las más antiguas de DuocUC, institución de educación superior.
Construido por el arquitecto Alberto Cruz Montt en 1918, por encargo del político y hacendado chileno Luis Eguiguren Valero y su cónyuge Elisa Irarrázaval Correa. Se ubica en la esquina de Dieciocho y Padre Alonso de Ovalle (calle Dieciocho número 102), en pleno casco histórico del centro de Santiago, barrio que por su gran valor arquitectónico se enmarca en lo que Monumentos Nacionales denomina Zona Típica.

## Características
En el primer piso, más atrás de los salones y comedores, se ubicó una sala de teatro para 60 personas, modernizada por la comodidad de tres baños en su entorno inmediato. En este sentido, el acceso al segundo piso, señalado por escaleras de mármol blanco que suben escoltadas por pasamanos de acero y barandas de bronce, también se contemporanizó con el apoyo de uno de los primeros ascensores santiaguinos, un histórico Otis.
En cuanto al oratorio, de paneles enmaderados y molduras, figuras de bulto sobre sendos pedestales y una ornamental lámpara de fierro forjado, más allá de su valor como sereno espacio de oración, reflejaba la cultura social chilena de la época, oscilante entre la frivolidad y las formas religiosas.
Chile, en 1919 año de construcción ya había incorporado mejores materiales y técnicas, lo que también explica el óptimo estado del edificio; fachadas y medianeros son de albañilería de ladrillo y no de adobe y, entre un volumen y otro, se levantó un muro de hormigón armado cuya estructura, como se hizo bastante luego de los violentos sismos de 1905 y 1906, es de rieles de ferrocarril. Excelentes maderas roble, roble americano, pino Oregón, coigüe, raulí, olivillo... también enriquecen la obra.
La aplicación de madera y yesos ornamentales en los interiores, así como los lienzos que decoran los cielos, completan la imaginería del 900. El porche donde estaban las caballerizas y la cochera, y los subterráneos para muebles en desuso, herramientas y alimento de caballos, eran también parte integral de los usos de las mansiones del barrio.
Hay algunos espacios que mantienen su mismo rol, entre los cuales destaca el hall del segundo piso que, al centro de los dormitorios, con sus cuatro columnas dobles y profusa decoración, define un ambiente casi operático, romántico, con clara nostalgia de un pasado ya desaparecido, y anacrónico.
El peso ornamental de la decoración dórica en exteriores, la armonía de llenos y vacíos, la clásica simetría y la calidad del acero forjado de los tres accesos se suman en esta residencia que es de las últimas y la mejor conservada del casi desaparecido barrio Dieciocho.
Tras la muerte de Eguiguren, la casa fue adquirida por la Pontificia Universidad Católica de Chile, institución que instaló allí la Facultad de Pedagogía. Posteriormente fue ocupado por Duoc UC para albergar la sede de Alonso de Ovalle, uso que tiene en la actualidad.